# Dendrophthora verrucosa
Dendrophthora verrucosa är en sandelträdsväxtart som beskrevs av Kuijt. Dendrophthora verrucosa ingår i släktet Dendrophthora och familjen sandelträdsväxter. Inga underarter finns listade i Catalogue of Life.